# Episodi di Gunsmoke (quattordicesima stagione)
La quattordicesima stagione della serie televisiva Gunsmoke è andata in onda negli Stati Uniti dal 23 settembre 1968 al 24 marzo 1969 sulla CBS.
| nº | Titolo originale     | Prima TV USA      | Titolo italiano | Prima TV Italia |
| -- | -------------------- | ----------------- | --------------- | --------------- |
| 1  | Lyle's Kid           | 23 settembre 1968 |                 |                 |
| 2  | The Hide Cutters     | 30 settembre 1968 |                 |                 |
| 3  | Zavala               | 7 ottobre 1968    |                 |                 |
| 4  | Uncle Finney         | 14 ottobre 1968   |                 |                 |
| 5  | Slocum               | 21 ottobre 1968   |                 |                 |
| 6  | O'Quillian           | 28 ottobre 1968   |                 |                 |
| 7  | 9:12 to Dodge        | 11 novembre 1968  |                 |                 |
| 8  | Abelia               | 18 novembre 1968  |                 |                 |
| 9  | Railroad!            | 25 novembre 1968  |                 |                 |
| 10 | The Miracle Man      | 2 dicembre 1968   |                 |                 |
| 11 | Waco                 | 9 dicembre 1968   |                 |                 |
| 12 | Lobo                 | 16 dicembre 1968  |                 |                 |
| 13 | Johnny Cross         | 23 dicembre 1968  |                 |                 |
| 14 | The Money Store      | 30 dicembre 1968  |                 |                 |
| 15 | The Twisted Heritage | 6 gennaio 1968    |                 |                 |
| 16 | Time of the Jackals  | 13 gennaio 1969   |                 |                 |
| 17 | Mannon               | 20 gennaio 1969   |                 |                 |
| 18 | Gold Town            | 27 gennaio 1969   |                 |                 |
| 19 | The Mark of Cain     | 3 febbraio 1969   |                 |                 |
| 20 | Reprisal             | 10 febbraio 1969  |                 |                 |
| 21 | The Long Night       | 17 febbraio 1969  |                 |                 |
| 22 | The Night Riders     | 24 febbraio 1969  |                 |                 |
| 23 | The Intruder         | 3 marzo 1969      |                 |                 |
| 24 | The Good Samaritans  | 10 marzo 1969     |                 |                 |
| 25 | The Prisoner         | 17 marzo 1969     |                 |                 |
| 26 | Exodus 21.22         | 24 marzo 1969     |                 |                 |

## Lyle's Kid
- Prima televisiva: 23 settembre 1968
- Diretto da: Bernard McEveety
- Scritto da: Calvin Clements Sr.

### Trama
- Guest star: Robert Pine (Jeffrey Lyle), Lew Palter (Hillman), Glenn Strange (Sam Noonan), Charlotte Stewart (Iris Wesley), Mills Watson (mandriano), Joe De Santis (Hoxy), I. Stanford Jolley (addetto al deposito carrozze), Ken Mayer (Tuttle), Sam Melville (Jack Garvin), James Nusser (Louie Pheeters), Morgan Woodward (Grant Lyle)

## The Hide Cutters
- Prima televisiva: 30 settembre 1968
- Diretto da: Bernard McEveety
- Scritto da: Jack Turley

### Trama
- Guest star: Cliff Osmond (Chunk), Mike Howden (Lawson), Steve Raines (Lawson), Gregg Palmer (Clete Davis), Michael Burns (Arlie Joe), Joseph Campanella (Amos McKee), Conlan Carter (Bodiddly), Eddie Firestone (Weevil), Ken Swofford (Sugar John)

## Zavala
- Prima televisiva: 7 ottobre 1968
- Diretto da: Vincent McEveety
- Scritto da: Paul Savage

### Trama
- Guest star: Manuel Padilla Jr. (Paco Avila), Jonathan Lippe (Alex Rawlins), Robert Sorrells (Oakes), David Renard (messicano poliziotto), Larry D. Mann (Bakman), Rico Alaniz (maniscalco), Jose Chavez (Gurato), Míriam Colón (Amelita Avila), Jim Davis (Ben Rawlins), Nacho Galindo (Rojas), Elizabeth Germaine (Dorita), Rex Holman (Smitty), Warren Vanders (Densen)

## Uncle Finney
- Prima televisiva: 14 ottobre 1968
- Diretto da: Bernard McEveety
- Scritto da: Calvin Clements Sr.

### Trama
- Guest star: Pete Kellett (Joe), Ted Jordan (Nathan Burke), Burt Mustin (zio Finney), James Nusser (Louie Pheeters), Roy Roberts (Mr. Botkin), Margaret Bacon (donna in Banca), Lane Bradbury (Merry Florene), John Dolan (Frank), Victor French (Roland Daniel), Anthony James (Elbert Moses), Steve Raines (cocchiere)

## Slocum
- Prima televisiva: 21 ottobre 1968
- Diretto da: Leo Penn
- Scritto da: Ron Bishop

### Trama
- Guest star: Steve Sandor (John Riker), Lee J. Lambert (Paul Riker), Dub Taylor (Noah Riker), Glenn Strange (Sam Noonan), Mills Watson (Peter Riker), Lew Brown (cowboy), James Nusser (Louie Pheeters), Bill Erwin (giudice), Will Geer (Ben C. Slocum), Ross Hagen (Luke Riker), Charles Kuenstle (cowboy), James Wainwright (Mark Riker)

## O'Quillian
- Prima televisiva: 28 ottobre 1968
- Diretto da: John Rich
- Scritto da: Ron Bishop

### Trama
- Guest star: John McLiam (Leary O'Quillian), Anthony James (Chickenfoot), Peggy Rea (Rosey), Steve Raines (Briggs), Iron Eyes Cody (indiano), Ken Drake (Parker), Victor French (Clay Tynan), Vaughn Taylor (giudice Fletcher Anderson)

## 9:12 to Dodge
- Prima televisiva: 11 novembre 1968
- Diretto da: Marvin Chomsky
- Scritto da: Preston Wood

### Trama
- Guest star: Frank Marth (Leitner), Ed Long (Karns), Billy Murphy (Hugh), Troy Melton (Miles), Todd Armstrong (Johnny August), Bobby Clark (Barstow), Fred Coby (Mokey), Lee De Broux (Tim), Robert Emhardt (Ben, Train Conductor), Harry Harvey (dirigente centrale), Johnny Haymer (Ned Stallcup), Pete Kellett (Joe), Harry Lauter (sergente Michael Drennen), Joanne Linville (Elizabeth Devon), Dan Terranova (Devlin)

## Abelia
- Prima televisiva: 18 novembre 1968
- Diretto da: Vincent McEveety
- Scritto da: Calvin Clements Sr.

### Trama
- Guest star: Gregg Palmer (Wales), Jack Lambert (Gar), Jeremy Slate (Judd Ward), Jacqueline Scott (Abelia), Jack Chaplain (Deeter Ward), Mike Durkin (Jonathan), Susan Olsen (Marieanne), Tom Stern (Tom Cole)

## Railroad!
- Prima televisiva: 25 novembre 1968
- Diretto da: Marvin Chomsky
- Scritto da: Arthur Rowe

### Trama
- Guest star: James Nusser (Louie Pheeters), Ted Jordan (Nathan Burke), Glenn Strange (Sam Noonan), James McCallion (Amos Billings), Ramon Bieri (Forbes), Jim Davis (Wes Cameron), Shug Fisher (Jim Graham), Don Hanmer (Lindsey), Buck Holland (O'Shay), Roy Jenson (Larnen), Charles Wagenheim (Joshua Halligan)

## The Miracle Man
- Prima televisiva: 2 dicembre 1968
- Diretto da: Bernard McEveety
- Scritto da: Calvin Clements Sr.

### Trama
- Guest star: Lisa Gerritsen (Nettie Wright), Margie De Meyer (Prudence), Joey Walsh (Gerard Miller), Sandra Smith (Lorna Wright), Christopher Knight (ragazzo), John Crawford (ubriaco), William Bramley (Miller), Don Chastain (Bob Sullivan), Kevin Cooper (Jacob Wright), Bruce Watson (Howard Miller)

## Waco
- Prima televisiva: 9 dicembre 1968
- Diretto da: Robert Totten
- Scritto da: Ron Bishop

### Trama
- Guest star: Larry D. Mann (Gamble), Louise Latham (Polly Cade), Tom Reese (Slick Ragan), Lisa Marshall (Lillie), Mills Watson (Hood), Harry Carey, Jr. (Nathan Cade), Lee De Broux (Fuller), Joy Fielding (Ann Cade), Victor French (Waco Thompson), Pat Thompson (One Moon)

## Lobo
- Prima televisiva: 16 dicembre 1968
- Diretto da: Bernard McEveety
- Scritto da: Jim Byrnes

### Trama
- Guest star: Ken Swofford (Guffy), Billy Murphy (Ethen), Glenn Strange (Sam Noonan), James Nusser (Louie Pheeters), Sheldon Allman (Badger), David Brian (Branch Nelson), Fred Coby (Wes Flood), Eddie Firestone (Riney), Sandy Kenyon (Catlin), Morgan Woodward (Luke Brazo)

## Johnny Cross
- Prima televisiva: 23 dicembre 1968
- Diretto da: Herschel Daugherty
- Scritto da: Calvin Clements Sr.

### Trama
- Guest star: Kelly Jean Peters (Vera Cross), Shug Fisher (Franks), Harry Dean Stanton (Hodge), Jeff Pomerantz (Johnny Cross), John Crawford (Yates), Charles P. Thompson (Mr. Cross)

## The Money Store
- Prima televisiva: 30 dicembre 1968
- Diretto da: Vincent McEveety
- Scritto da: William Blinn

### Trama
- Guest star: Ted Jordan (Nathan Burke), Roy Roberts (Harry Bodkin), William Schallert (Ezra Thorpe), Glenn Strange (Sam Noonan), Eric Shea (Mike Jarvis), Charles Aidman (Ray Jarvis), Pamelyn Ferdin (Annie Jarvis), Virginia Vincent (Louise Thorpe)

## The Twisted Heritage
- Prima televisiva: 6 gennaio 1968
- Diretto da: Bernard McEveety
- Soggetto di: Robert Heverley

### Trama
- Guest star: David McLean (Webb), Nora Marlowe (Ma Dagget), Richard O'Brien (Simpson), James Nusser (Louie Pheeters), Joshua Bryant (Young), Conlan Carter (Logan Dagget), John Ericson (Blaine Copperton), Lisa Gerritsen (Tracey Copperton), Virginia Gregg (Jessie Copperton), Robert Karnes (conducente della diligenza), Charles Kuenstle (Elan Dagget), Robert Luster (Cookie), Steve Raines (conducente della diligenza)

## Time of the Jackals
- Prima televisiva: 13 gennaio 1969
- Diretto da: Vincent McEveety
- Soggetto di: Richard Fielder

### Trama
- Guest star: Jonathan Lippe (Lucas Brant), Glenn Strange (Sam Noonan), Art Stewart (cowboy), Charles Maxwell (Del Rainey), Edmund Hashim (Tim Jackson), Leslie Nielsen (Jess Trevor), Beverly Garland (Leona), Sid Haig (Cawkins), Robert Knapp (Dan Foley), Ted Jordan (Nathan Burke), James Nusser (Louie Pheeters), Kipp Whitman (Daggett)

## Mannon
- Prima televisiva: 20 gennaio 1969
- Diretto da: Robert Butler
- Scritto da: Ron Bishop

### Trama
- Guest star: Fred Dale (cittadino), Howard Culver (Howie Uzzell), Charles Seel (Barney Danches), Steve Forrest (Mannon), Woody Chambliss (Woody Lathrop), Glenn Strange (Sam Noonan), Ted Jordan (Nathan Burke), James Nusser (Louie Pheeters), Michelle Breeze (Chris), Tom Brown (Ed O'Connor), Charles Wagenheim (Joshua Halligan)

## Gold Town
- Prima televisiva: 27 gennaio 1969
- Diretto da: Gunner Hellström
- Scritto da: Calvin Clements Sr.

### Trama
- Guest star: Pete Kellett (Spectator), Chubby Johnson (Oldtimer), Jackie Searl (Hale), Kathryn Minner (nonna), Eve Plumb (Sue), James Nusser (Louie Pheeters), Glenn Strange (Sam Noonan), Lou Antonio (Smiley), Ted Jordan (Nathan Burke), Jimmy Bracken (John), Lane Bradbury (Merry Florene), Harry Davis (Shorty), Anthony James (Elbert Moses), Paul Wexler (Stone)

## The Mark of Cain
- Prima televisiva: 3 febbraio 1969
- Diretto da: Vincent McEveety
- Scritto da: Ron Bishop

### Trama
- Guest star: Robert DoQui (Sadler), Kevin Coughlin (Tom Driscoll), Nehemiah Persoff (Tim Driscoll), Louise Latham (Louise Driscoll), Olan Soule (cameriere), Roy Barcroft (Roy), Woody Chambliss (Woody Lathrop), Ted Jordan (Nathan Burke), James Nusser (Louie Pheeters), Glenn Strange (Sam Noonan), Stanley Clements (McInnerny), Robert Totten (John J. Corley)

## Reprisal
- Prima televisiva: 10 febbraio 1969
- Diretto da: Bernard McEveety
- Scritto da: Jack Hawn

### Trama
- Guest star: I. Stanford Jolley (Jeb), Dennis Cross (Jinks), John Pickard (Forbes), Jack Lambert (Garth), Woody Chambliss (Woody Lathrop), Glenn Strange (Sam Noonan), Ted Jordan (Nathan Burke), James Nusser (Louie Pheeters), Eunice Christopher (Sara Butler), Charles Wagenheim (Joshua Halligan)

## The Long Night
- Prima televisiva: 17 febbraio 1969
- Diretto da: John Rich
- Soggetto di: Richard Carr

### Trama
- Guest star: Matt Emery (Keever), Bruce Dern (Guerin), Susan Silo (Rita Lane), Rex Holman (Broker), Vic Tayback (Rawlins), Russell Johnson (Diggs), Lou Antonio (Mace), Ted Jordan (Nathan Burke), Glenn Strange (Sam Noonan), James Nusser (Louie Pheeters), Robert Brubaker (Henry Wade), Robert Totten (Ben Miller)

## The Night Riders
- Prima televisiva: 24 febbraio 1969
- Diretto da: Irving J. Moore
- Scritto da: Calvin Clements Sr.

### Trama
- Guest star: Robert Karnes (Ross), Scott Hale (Bernaby), Robert Random (Jay Procter), Robert Pine (Eliot Procter), Norman Alden (Berber), Glenn Strange (Sam Noonan), Ted Jordan (Nathan Burke), James Nusser (Louie Pheeters), Ed Bakey (coltivatore), Jeff Corey (giudice Procter), Warren Vanders (Williams)

## The Intruder
- Prima televisiva: 3 marzo 1969
- Diretto da: Vincent McEveety
- Scritto da: Jim Byrnes

### Trama
- Guest star: Ralph James (Hall), Bob Gravage (Ennis), John Kellogg (Henry Decker), Ted Jordan (Nathan Burke), Eric Shea (Timmy Decker), Charles Aidman (Riley Sharp), Gail Kobe (Ellie Decker)

## The Good Samaritans
- Prima televisiva: 10 marzo 1969
- Diretto da: Bernard McEveety
- Scritto da: Paul Savage

### Trama
- Guest star: Sam Melville (Croyden), Hazel Medina (Erlene), Brock Peters (Cato), Paulene Myers (Mama Olabelle), John Brandon (Timmons), Pepe Brown (Heck), Robert DoQui (Benji), Dan Ferrone (Jeb), Alycia Gardner (Willa), Lynn Hamilton (Reba), Rex Ingram (Juba), L. Q. Jones (Kittridge), Davis Roberts (Ike)

## The Prisoner
- Prima televisiva: 17 marzo 1969
- Diretto da: Leo Penn
- Scritto da: Calvin Clements Sr.

### Trama
- Guest star: James Nusser (Louie Pheeters), Glenn Strange (Sam Noonan), Kenneth Tobey (Bob Mathison), Jan Peters (Cardplayer), Ramon Bieri (Jarvis), Tom Brown (Ed O'Connor), Paul Bryar (sceriffo), David Fresco (barbiere), Ned Glass (Pink Simmons), Ted Jordan (Nathan Burke), Jon Voight (Steven Downing)

## Exodus 21.22
- Prima televisiva: 24 marzo 1969
- Diretto da: Herschel Daugherty
- Scritto da: Arthur Rowe

### Trama
- Guest star: James Nusser (Louie Pheeters), Brandon Carroll (Lloyd), Sarah Hardy (Farm Girl), Kaz Garas (Keith), Lane Bradford (Bradford), Ted Jordan (Nathan Burke), Glenn Strange (Sam Noonan), William Bramley (Cane), Steve Ihnat (Frank Reardon)